# Spironolacton

Spironolacton 25 mg

Spironolacton is een kaliumsparend diureticum dat voorgeschreven wordt bij hypertensie (hoge bloeddruk), bij oedeem en als kaliumsparend middel in combinatie met sommige antihypertensiva. Het is een reversibele aldosteron-antagonist en wordt dan ook gebruikt bij de behandeling van het syndroom van Conn (primair hyperaldosteronisme).
Daarnaast wordt dit medicijn gebruikt als onderdeel van HRT bij transitie van man naar vrouw voor transgender personen. Het is immers een steroïde dat de effecten van aldosteron en testosteron kan blokkeren, naast de progesteron-gelijkende effecten. Dit maakt het een erg geschikt medicament. Het is dan ook veiliger dan alternatieven zoals cyproteronacetaat.
De stof is opgenomen in de lijst van essentiële geneesmiddelen van de WHO.

## Werking
Spironolacton verhindert de vorming van aldosteron-geïnduceerde eiwitten in de distale tubulus in de nier. Deze eiwitten verhogen de permeabiliteit van het lumen (de vaatholte) voor kalium. Zodoende vermindert spironolacton de uitscheiding van kalium en daarmee de heropname van natrium en water.
Het effect van spironolacton treedt langzaam in en bereikt zijn maximum na 2-3 dagen na start van de therapie. Na het beëindigen van de therapie houdt de werking ook nog enige dagen aan. Vaak wordt spironolacton gegeven in combinatie met een lisdiureticum, om de hypokaliëmie (kaliumgebrek) die ontstaat ten gevolge van lisdiuretica, tegen te gaan.

## Bijwerkingen
Hyperkaliëmie (kalium-overmaat), verminderde magnesiumuitscheiding, gynaecomastie (borstvorming bij de man), menstruatiestoornissen en stemmingsveranderingen. Daarnaast kan spironolacton als elk ander middel maag-darmstoornissen, duizeligheid, misselijkheid en braken veroorzaken.